# Derek Prince
Derek Prince (1915–2003) világszerte elismert Biblia-tanító volt, leginkább a pünkösdi és karizmatikus mozgalmakhoz kötődve.
Naponkénti rádióműsorát (Today with Derek Prince, másik címén Keys to Successful Living) különböző nyelveken sugározták, a világ lakosságának fele hozzáférhetett. Számtalan nyelvre lefordították.

## Élete

### Fiatal évei
Derek Prince brit családban született 1915-ben az indiai Bangalore-ban. 14 évesen ösztöndíjat nyert az angliai Eton College-ba, ahol ógörög és latin nyelvet tanult. Tanulmányait a Cambridge-i Egyetemen folytatta, ahol a King's College-ban ókori és modern filozófiai ösztöndíjat kapott. Cambridge-ben elkezdte a filozófia tanulmányokat, a logikára specializálódott. Emellett héberül és arámiul tanult, amelyeket később a jeruzsálemi Héber Egyetemen finomított.
Bár Derek az anglikán neveltetésben nőtt fel, a Cambridge-i Egyetemen felhagyott keresztény gyökereivel, és ateista világnézetet vallott.
25 évesen már oktató és vezető testületi tag volt a cambridge-i egyetemen.
Karrierje megszakadt a második világháború kitörésével. 1940-ben besorozták a Royal Army Medical Corps-hoz, mint nem fegyveres katonát. Hogy az aktív katonai szolgálat alatt tovább tanulhasson, magával vitt egy Bibliát, amelyet akkoriban inkább filozófiai műnek tartott, mint Isten ihletett Igéjének.

### Megtérése
1941 nyarán Scarborough-ban egy kiképző laktanyában állomásozott, erőteljes lelki találkozást élt át Jézussal, amely megváltoztatta élete menetét. Így idézte fel utólag az élményt:
„Hallottam Jézus hangját, ahogy világosan beszél a szentíráson, a Biblián keresztül. És attól a naptól kezdve soha többé nem kételkedtem abban, hogy Jézus él, és nem kételkedtem abban, hogy a Biblia Isten Igéje.”  
A megtérése után aktív szolgálatra helyezték át Észak-Afrika sivatagába, ahol három évet töltött a hadsereg medikusaként. Szabadidejét a Biblia tanulmányozásának és az Istennel való személyes kapcsolat kialakításának szentelte.
Feladta akadémiai karrierjét, és követte Biblia-tanítói elhívását. Leginkább pünkösdi keresztény körökben vált ismertté, annak ellenére, hogy tanításai egyértelműen nem felekezethez kötöttek, amit világméretű szolgálatában hangsúlyozott.

### Lydiával
A háború után Jeruzsálemben, Palesztinában szolgált, Itt megismerkedett Lydia Christensennel, egy dán misszionárius nővel, aki először Jeruzsálemben, majd Rámalláhban árvaházat vezetett, és nyolc lányt fogadott örökbe. Annak ellenére, hogy Lydia 25 évvel volt idősebb nála, összeházasodtak. Így nyolc lány apja lett, akik közül hat zsidó, egy palesztin-arab és egy angol származású volt.
Prince erőteljesen támogatta Izrael állam létrehozását 1948-ban, amelyet egy bibliai prófécia beteljesülésének tekintett (→ keresztény cionizmus). 
1948-ban azonban, az izraeli függetlenségi háború idején Angliába menekültek. 1949-től pásztorolni kezd egy kis pünkösdi gyülekezetet a Hyde Park közelében. 
1957-ben Derek és Lydia Kelet-Afrikába, Kenyába mentek, hogy átvegyék az ottani tanárképző főiskola irányítását. Derek egy középiskolát is alapított az egyetemi kampuszon. Itt örökbe fogadott egy kenyai kisbabát, akit Jessikának nevezett el. Azt állította, hogy kenyai ideje alatt a Szentlélek ereje segítségével feltámasztott egy lányt a halálból.
1962-ben a Prince család Kanadába ment, majd a minneapolisi pünkösdi gyülekezet lelkipásztorai és nemsokára amerikai állampolgárok lettek. Innen a seattle-i Broadway Tabernacle- be költöztek, ahol démoni szabadító szolgálatot is végzett. Ezután a chicagói Faith Tabernacle-be költöztek, majd a floridai Fort Lauderdale-be , ahol megkezdődött nemzetközi tanítói szolgálata. Első felesége, Lydia 1975-ben hunyt el. 

### Ruthhal
1978-ban feleségül vette Ruthot, aki három gyermeket nevelt. Így összesen tizenegy gyermek apja lett. Fort Lauderdale-ben (Florida) és Jeruzsálemben éltek. 
Sok szolgálati utat tettek Ruth 1998 végi haláláig. Néhány országot többször is felkerestek: Oroszország, Németország, Kazahsztán, Magyarország, Dél-Afrika, Kenya, Indonézia, Malajzia, Szingapúr, Törökország, Lengyelország, Bahrein, Kuba, Kolumbia, Svájc, Franciaország, Portugália, India, Anglia.
2003 szeptemberében, Jeruzsálemben hunyt el.

## Magyarországi látogatásai
A hetvenes évek végétől kapcsolatban állt Németh Sándorral, a Hit Gyülekezete alapító lelkészével. Az ő meghívására már a rendszerváltás előtt ellátogatott Magyarországra. Először 1983-ban járt az akkor illegális, földalatti egyházként működő Hit Gyülekezete budaörsi imaházában, majd 1986-ban és 1987-ben is előadásokat tartott Budapesten. 1994-ben 15 ezer ember előtt tanított a Budapest Sportcsarnokban. Utoljára 2000-ben járt Magyarországon, amikor a kőbányai Hit Parkban szolgált 12 ezer fő előtt.
Életrajzírója, Stephen Mansfield Derek Prince szavai nyomán így idézte fel első magyarországi emlékeit, 1983-ból: 
„Mindenre emlékezett. Feleségével, Ruth-tal turistavízummal utaztak Magyarországra. Egy zsúfolásig megtelt kis házba vezették őket. Az ablakokon a redőnyöket lehúzták, mivel tartottak a titkosrendőrségtől. Isten erős jelenlétét érezték, és mint felidézte, élete során ritkán érzett olyan erőt, mint ott, ahogy napokon át tanított. Derek arra is jól emlékezett, hogy mi történt később. Elmondta: a gyülekezet növekedett, a lelkészeket üldözni kezdték, a kommunista hatalom pedig megpróbálta felszámolni a kis közösséget. Derek, a rá jellemző módon, még arra is emlékezett, hogy Judit kiválóan zongorázott, míg férje, Sándor mindig bátran kitartott az életveszélyes fenyegetések között.” 

## Tanítása és nézetei
Szolgálatának mottója volt: „Reaching the unreached and teaching the untaught.” (Elérni az eléretlent és tanítani a tanítatlant.)

### Jézus követése
Prédikációiban azt tanította, hogy Isten áldását nem lehet kivívni különféle vallási szertartások betartásával, hiszen Jézus Krisztus kereszthalálának köszönhetően az már minden hívő számára elérhető.
Három dolog különbözteti meg az Úr igaz követőit. Először is hallják az ő hangját, másodszor felismerik őt, harmadszor követik Őt. A hívőség nem felekezeti kérdés. Jézus nem katolikus, nem protestáns, nem baptista, metodista, presbiteriánus vagy pünkösdi. Nem mondja: "Az én népem csak ilyen-olyan felekezetből vagy csoportból jön hozzám."
Rendkívül fontos olvasni a Bibliát, de ez nem elég, mert sokan olvassák a Bibliát, de nem hallják az Úr hangját. 
Sokan elfogultan olvassák a Bibliát. Nekik már megvan a saját véleményük: mit mondhat Isten és mit nem. És amikor Isten valóban mond vagy tesz valamit, ami ellentétes a megértésükkel, akkor elutasítják azt, és egyszerűen elveszítik a hallási képességüket. Ők maguk „zárják be” a fülüket Isten hangja elől. Saját előítéleteik vagy felekezeti előítéleteik miatt megsüketülnek. Minden felekezethez tartozó ember többsége a saját felekezetük szemszögéből olvassa a Bibliát. És ha a felekezetük nem hisz valamiben, akkor azt gondolják, hogy az nem lehet Istentől.
Nem a Biblia olvasása teszi az egyént képessé Jézus követésére, hanem az Ő hangjának hallása és követése. 
„Az én juhaim hallják az én hangomat, én ismerem őket, és követnek engem.” (Jn 10:27)

### Böjt
Nézete szerint a böjtölés minden keresztény kötelessége és egyben kiváltsága is. Ő maga szerdánként rendszeresen böjtölt és időnként hosszabb böjtökre is odaszánta magát. Az évtizedek alatt összesen mintegy hét évet töltött böjtöléssel. Ez felmérhetetlen áldást hozott neki és másoknak is csak ajánlani tudta az imával összekötött böjtöt.
„Személyesen azt tapasztaltam, és arról tudok bizonyságot tenni, hogy valahányszor megalázom magam Isten előtt azzal, hogy böjtölök és útbaigazítást, vezetést kérek tőle, tényleg meg is mutatja a helyes utat. Azt találtam, hogy valahányszor az ember rászánja az idejét, hogy alázatosan böjtöljön és imádkozzon, keresse Isten vezetését, minden esetben megkapja, amiért imádkozik.”  

### Démonok és szabadulás
Pünkösdi hívőként hitt a világot irányító szellemi erők valóságában és a démonok erejében, amelyek betegségeket és pszichés problémákat okozhatnak. Tapasztalatai szerint a démonok és a gonosz szellemek rendszeresen megszemélyesített formában beszéltek a segítséget keresőkkel. Ezt például világossá teszi a műveiben (pl. Démonok és szabadulás (2018)). Tapasztalatai révén jutott arra a bizonyosságra, hogy a démonok is befolyásolhatják a keresztényeket és úgy gondolta, hogy szabadító szolgálata Isten erejét használta a démonok elleni harcban.

### Keresztény cionizmus
Azt is hitte, hogy Izrael állam megalakulása a bibliai prófécia beteljesülése (→ keresztény cionizmus), és hogy a Brit Birodalom összeomlását az okozta, hogy Nagy-Britannia 1948-ban nem támogatta Izraelt. Úgy látta, hogy az iszlámot démonok befolyásolják, és röviddel a halála előtt kifejezte félelmét, hogy Nagy-Britannia muszlim országgá válik.

## Könyvsikerek
Sok könyvet írt, több mint 400 tanításának felvétele jelent meg. Jelentős könyvei például 
- The Grace of Yielding,
- The Foundations Series (A kereszténység hat alaptanítása),
- The Destiny of Israel and the Church (Izrael és az egyház jövője),
- The Last Word on the Middle East (Az utolsó szó a Közel-Keleten),
- Faith to Live By.

## Magyarul megjelent művei
- A kereszténység hat alaptanítása. Bibliaiskolai sorozat. Foundation series; 1988–1989
  - 1. A hit alapjai / Megtérés és hit; ford. Rozgonyi Katalin, Uzoni Péter; Polygon, Bp., 1988
  - 2. A Jordántól pünkösdig / A pünkösd céljai; ford. Uzoni Péter; Hit Gyülekezete, Bp., 1989
- Áldás vagy átok: választhatsz!; ford. Surjányi Csaba; Hit Gyülekezete, Bp., 1991
  - (Áldás és átok címen is)
- Válogatás Derek Prince tanulmányaiból; szerk. Arató Ádámné, Balikó Katalin, Ruff Zsuzsanna, ford. Merényi Zsuzsa, Németh S. Judit; Hit Gyülekezete, Bp., 1991
- Izrael és az egyház jövője. Helyreállítás és megváltás az idők végén; ford. Surjányi Csaba; Hit Gyülekezete, Bp., 1992
- Derek Prince–Ruth Prince: Isten, a házasságszerző; ford. Fellegvári Irén; Amana, Bp., 1992
- Dallamok Dávid hárfáján. 101 ihletett elmélkedés Dávid zsoltárai alapján; ford. Borbély Rita; Amana, Bp., 1994
- A szellemi konfliktus; ford. Petrőcz Katalin; Hit Gyülekezete, Bp., 1997
- Három üzenet Izráelnek; ford. Tar Katalin; Reménység Ajtaja Alapítvány, Bp., 1998 (Zsidónak először meg görögnek)
- Démonológia. Amit a démonokról – láthatatlan ellenségeinkről – tudni kell; ford. Surjányi Csaba; Hit Gyülekezete, Bp., 1998
- A történelem formálása ima és böjt által; ford. Szőcs Borbála; Reménység Ajtaja Alapítvány, Bp., 1999 ISBN 963-03-9667-X
- Házasság: szövetség; Hit Gyülekezete, Bp., 1999
- Az egyház építése; Zűrzavar a gyülekezetben / Védelem a hitetéstől; Budapesti Autonóm Gyülekezet, Bp., 1999
- Jólét; ford. Németh S. Judit; Hit Gyülekezete, Bp., 1999
- Engesztelés. Mi történt a kereszten?; ford. Surjányi Csaba; Új Spirit Könyvek, Bp., 2001
- Házasság: szövetség; ford. Németh S. Judit; 4. jav. kiad; Hit Gyülekezete, Bp., 2003 (Karizmatikus klasszikusok)
- Jólét; ford. Németh S. Judit; 4. jav. kiad; Hit Gyülekezete, Bp., 2003 (Karizmatikus klasszikusok)
- Áldás és átok; ford. Surjányi Csaba; 3. átdolg. kiad; Hit Gyülekezete, Bp., 2003 (Karizmatikus klasszikusok)
  - (Áldás vagy átok: választhatsz! címen is)
- A Biblia alaptanításai, 1-5.; ford. Uzoni Péter, átdolg. Surjányi Csaba; 4. jav. kiad; Hit Gyülekezete, Bp., 2003 (Karizmatikus klasszikusok)
  - 1. A hit alapjai; 2003
  - 2. Megtérés és hit; 2003
  - 3. A Jordántól pünkösdig; 2003
  - 4. A pünkösd céljai / A kézrátétel; 2003
  - 5. A halottak feltámadása / Az örök ítélet; 2003
- Elvetettség. Tünetek, okok, gyógymód; ford. Surjányi Csaba; Hit Gyülekezete, Bp., 2003 (Karizmatikus klasszikusok)
- Izrael és az egyház jövője. Helyreállítás és megváltás az idők végén; ford. Surjányi Csaba; 2. jav. kiad; Hit Gyülekezete, Bp., 2004 (Karizmatikus klasszikusok)
- Az ígéret földje. Isten igéje és Izrael nemzete; ford. Surjányi Csaba; Új Spirit Könyvek, Bp., 2005
- Égi háború. Isten nemes küzdelme a gonosz ellen; ford. Surjányi Csaba; Hit Gyülekezete, Bp., 2005 (Új spirit könyvek)
- Égi háború. Isten nemes küzdelme a gonosz ellen; ford. Surjányi Csaba; 2. jav. kiad; Hit Gyülekezete, Bp., 2005 (Új spirit könyvek)
- Derek Prince–Lydia Prince: Találkozó Jeruzsálemben. Igaz történet a hitről, a szeretetről és az ima természetfeletti erejéről; ford. Joób Viktória; Új Spirit Könyvek, Bp., 2007
- Démonok és szabadulás; ford. Surjányi Csaba; Hit Gyülekezete, Bp., 2007 (Karizmatikus klasszikusok)
- A szellem ajándékai. Hogyan működjünk együtt Isten természetfölötti erejével?; ford. Surjányi Csaba; Új Spirit Könyvek, Bp., 2008
- Isten orvosságos üvege; ford. Barta Katalin; Zúgó Szél Alapítvány, Bp., 2009
- Önképző bibliaiskola. Bibliai tanítások komplett kurzusa válaszokkal és jegyzetekkel; ford. Szabó Levente Gábor; Kováts György, Bp., 2009
- Az eredményes böjt; ford. Surjányi Csaba; Hit Gyülekezete, Bp., 2010 (Karizmatikus klasszikusok) ISBN 978-963-9617-34-6
- Isten gyülekezetének újrafelfedezése; ford. Abonyi Sándor; Logos-Hungary Alapítvány, Miskolc, 2010 ISBN 978-963-06-8445-3
- Hit által lehetséges. Megtanultam, hogyan jön létre a hit; ford. Abonyi Sándor; DPM Magyarország–Logos Nemzetközi Kapcsolatok Alapítvány, Miskolc, 2011 ISBN 978-963-08-1898-8
- Isten igéjének megvallása. Üzenetek az év minden napjára; Immanuel Alapítvány, Szombathely, 2011
- Extravagáns szeretet. Isten akarata az életedre; ford. Ferenczi Zsolt; Logos Nemzetközi Kapcsolatok Alapítvány–DPM Magyarország, Miskolc, 2012 ISBN 978-963-08-5103-9
- Hálaadás, dicsőítés, imádás. Ima és megvallások melléklettel; Immanuel Szószóró, Szombathely, 2012
- A név ereje. Fedezd fel Istent, aki gondot visel rólad, és meggyógyít!; Immanuel Szószóró, Szombathely, 2013
- Az Ige kihirdetésének ereje; ford. Szőcs János és Szőcs Zoltán; Logos Nemzetközi Kapcsolatok Alapítvány–DPM Magyarország, Miskolc, 2013 ISBN 978-963-89749-0-7
- Az isteni helycsere. Jézus Krisztus áldozati halála a kereszten; Derek Prince Ministres Magyarország, Miskolc, 2013 ISBN 0-934920-80-X
- Élet-átformáló szellemi erő; Logos Nemzetközi Kapcsolatos Alapítvány–DPM Magyarország; Miskolc, 2015
- Az előttünk álló aratás. Hogyan élheted túl az utolsó időket?; ford. Szőcs Zoltán; Logos Nemzetközi Kapcsolatok Alapítvány–DPM Magyarország, Miskolc, 2016
- Számítasz Istennek. Az Isten szemében való értékességed és identitásod felfedezése; ford. Elleh Hajnalka; Logos Nemzetközi Kapcsolatok Alapítvány–DPM Magyarország, Miskolc, 2016
- Győztesek vagyunk. Itt az idő, hogy isteni fontosságú életet élj Isten királyságában!; ford. Elleh Hajnalka; Logos Nemzetközi Kapcsolatok Alapítvány–DPM Magyarország, Miskolc, 2016
- Zsoltár elmélkedések; ford. Borbély Rita és Folk Iván; Logos Nemzetközi Kapcsolatok Alapítvány–DPM Magyarország, Miskolc, 2016
- Férjek és apák. Fedezd fel a férfiak életcélját!; ford. Horváth Zita; Logos Nemzetközi Kapcsolatok Alapítvány–DPM Magyarország, Miskolc, 2017
- Élni mint só és világosság. Isten hív, hogy formáld át a világot!; ford. Fűziné Krupper Anna, Horváth Zita; Logos Nemzetközi Kapcsolatok Alapítvány–DPM Magyarország, Miskolc, 2017
- Légy tökéletes! De hogyan? Ha a legjobbat akarod Istentől; ford. Vas Renáta; Logos Nemzetközi Kapcsolatok Alapítvány–DPM Magyarország, Miskolc, 2017
- Egy imaharcos titkai; ford. Horváth Zita; Logos Nemzetközi Kapcsolatok Alapítvány–Derek Prince Ministres Magyarország, Miskolc, 2018
- Nyelvedben a sorsod. Szüksége van-e a nyelvednek gyógyulásra?; ford. Budaházy Anna; Logos Nemzetközi Kapcsolatok Alapítvány–DPM Magyarország, Miskolc, 2018
- Három üzenet Izráelnek. A zsidó történelem nagy talányának megfejtése; ford. Tar Katalin; Logos Nemzetközi Kapcsolatok Alapítvány–DPM Magyarország, Miskolc, 2018
- Egyedül kegyelem által; ford. Budaházy Anna; Logos Nemzetközi Kapcsolatok Alapítvány–DPM Magyarország, Miskolc, 2018
- Démonok és szabadulás; ford. Surjányi Csaba; Patmos Könyvek, Bp., 2018
- A bölcsesség kezdete. Hogyan hozd ki a legtöbbet az életedből?; ford. Horváth Zita; Logos Nemzetközi Kapcsolatok Alapítvány–DPM Magyarország, Miskolc, 2018
- A legszentebb helyen. Belépve Isten jelenlétébe – a dicséreten és a hálaadáson túl – a valódi imádatba; ford. Horváth Zita; Logos Nemzetközi Kapcsolatok Alapítvány–DPM Magyarország, Miskolc, 2019
- Miért történnek rossz dolgok Isten népével? Van értelme a próbáknak és a nyomorúságoknak az életedben; ford. Horváth Zita; Logos Nemzetközi Kapcsolatok Alapítvány, Miskolc, 2019
- Prófétai útmutatás az idők végén. Félelem nélkül szemben a holnappal; ford. Horváth Zita; Logos Nemzetközi Kapcsolatok Alapítvány–DPM Magyarország, Miskolc, 2020
- Elválasztva Isten számára. A szentség szépséges titka; ford. Budaházy Anna; Logos Nemzetközi Kapcsolatok Alapítvány–DPM Magyarország, Miskolc, 2020
- Menedék a nehéz időkben. Felülmúlhatatlan biztonság; ford. Horváth Zita; Logos Nemzetközi Kapcsolatok Alapítvány–Derek Prince Ministries – Magyarország, Miskolc, 2020
- Az úrvacsora ereje. Mit tanít nekünk a Biblia az úrvacsoráról?; ford. Budaházy Anna; Logos Nemzetközi Kapcsolatok Alapítvány–DPM Magyarország, Miskolc, 2021
- Miért éppen Izrael? Isten szíve egy népért, az ő terve egy nemzettel; Logos Nemzetközi Kapcsolatok Alapítvány–DPM Magyarország, Miskolc, 2021
- A gondoskodás ígérete. Élj és adj Isten bőséges javaiból!; ford. Horváth Zita; Logos Nemzetközi Kapcsolatok Alapítvány–DPM Magyarország, Miskolc, 2021
- Extravagáns szeretet. Ismerd meg Isten akaratát az életedre; ford. Ferenczi Zsolt; 2. átdolg. kiad.; Logos Nemzetközi Kapcsolatok Alapítvány–DPM Magyarország, Miskolc, 2021
- Hit által lehetséges. ...megtanultam, hogyan jön létre a hit...; ford. Abonyi Sándor; 3. jav. kiad.; Logos Nemzetközi Kapcsolatok Alapítvány–DPM Magyarország, Miskolc, 2021
- Rendíthetetlen reménység. Örömteli várakozás minden időben; ford. Horváth Zita; Logos Nemzetközi Kapcsolatok Alapítvány–DPM Magyarország, Miskolc, 2022
- Büszkeség vagy alázat; ford. Budaházy Anna; Logos Nemzetközi Kapcsolatok Alapítvány–Derek Prince Ministries Magyarország, Miskolc, 2022
- Győzelem a halál felett. Hogyan osztozzunk Krisztus halál feletti győzelmében?; ford. Horváth Zita; Logos Nemzetközi Kapcsolatok Alapítvány–Derek Prince Ministries Magyarország, Miskolc, 2025
- Derek Prince–Lydia Prince: Hogyan felejthetnélek el Téged, Jeruzsálem; Missionsdienst "Sonnenstrahlen", Bietigheim-Bissingen, s.a.[11]